# To nie tak, jak myślisz
To nie tak, jak myślisz – piosenka wykonywana przez Edytę Górniak. Nagrana została na potrzeby promocji filmu Sławomira Kryńskiego To nie tak, jak myślisz, kotku. Utwór zdobył nagrodę Eska Music Awards w kategorii Polski Hit Roku.
Autorami słów są Agnieszka Szypura, Ania Dąbrowska, Karolina Kozak, zaś muzyki Bogdan Kondracki, Ania Dąbrowska i Katarzyna Piszek. W nagraniu utworu brali udział pianista Krzysztof Herdzin, gitarzysta Marek Napiórkowski, kontrabasista Robert Kubiszyn oraz wibrafonista Wojciech Kowalewski.
Piosenka swą premierę miała 20 października 2008 roku w Radiu Zet. Do singla został nakręcony teledysk (reżyseria: Mirosław Kuba Brożek).
Sceny z Edytą, w teledysku zostały nagrywane w Hotelu Polonia Palace w Warszawie.
Utwór dotarł m.in. na szczyt Listy przebojów Radia Zet i Poplisty radia RMF FM, a także do 28. pozycji Listy Przebojów Marka Niedźwieckiego.